# Tomotaka Okamoto
Tomotaka Okamoto (岡本 知剛, Okamoto Tomotaka) est un footballeur japonais né le 29 juin 1990. Il évolue au poste de milieu de terrain.

## Biographie

### En club
Okamoto commence sa carrière professionnelle au Sanfrecce Hiroshima. Il débute en première division lors de l'année 2009. Afin de gagner du temps de jeu, il est prêté en 2011 et 2012 au Sagan Tosu. Il est de retour au Sanfrecce Hiroshima en 2013.
Avec le Sanfrecce Hiroshima, il dispute un match en Ligue des champions de l'AFC lors de l'année 2010, puis six matchs de Ligue des champions en 2013.

### En sélection nationale
Il remporte la Coupe d'Asie des nations des moins de 16 ans 2006 avec la sélection du Japon.
Il participe avec l'équipe du Japon des moins de 17 ans à la Coupe du monde des moins de 17 ans 2007 organisée en Corée du Sud. Lors de cette compétition, il joue trois matchs, inscrivant un but.
Avec la sélection des moins de 19 ans, il prend part à la Coupe d'Asie des nations des moins de 19 ans en 2008.

## Palmarès
- Vainqueur de la Coupe d'Asie des nations des moins de 16 ans 2006 avec l'équipe du Japon